# Iccios

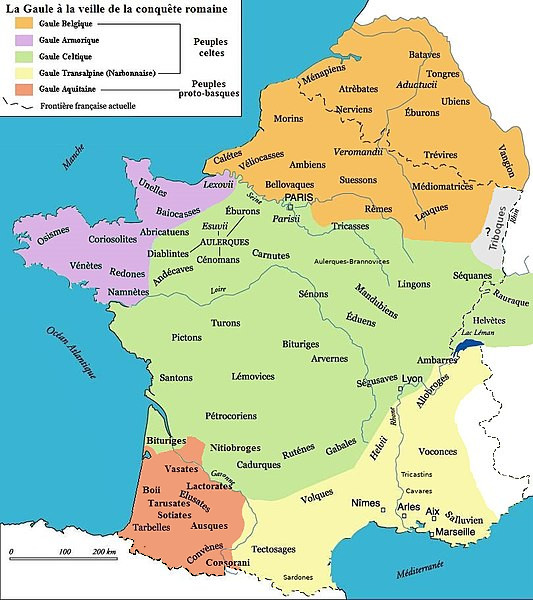
Carte des peuples celtes de Gaule.

Iccios est un aristocrate du peuple celte des Rèmes, qui engagea son peuple dans le parti pro-romain. Selon Jules César, dans ses Commentaires sur la Guerre des Gaules, c'était « homme d'une haute naissance et d'un grand crédit ».

## Protohistoire
Iccios est connu pour avoir été en 57 av. J.-C. avec Andocumborios l'un des ambassadeurs auprès de Jules César pour lui proposer une alliance entre les deux peuples. Par la suite il dirige les guerriers assiégés dans l'oppidum de Bibrax et doit demander de l'aide aux Romains.
- L'ambassade d'Iccios et Andocumborios auprès de César :

« Son arrivée [Jules César] fut imprévue et personne ne s'attendait à tant de célérité ; les Rèmes, voisins immédiats des Belges, lui députèrent Iccios et Andocumborios, les premiers de leur cité, chargés de lui dire qu'ils se mettaient eux et tout ce qu'ils possédaient sous la foi et pouvoir du peuple romain, qu'ils n'avaient point voulu se liguer avec les autres Belges, ni prendre part à cette conjuration contre les Romains ; qu'ils étaient prêts à donner des otages, à faire ce qui leur serait ordonné, à le recevoir dans leurs places, à lui fournir des vivres et tous autres secours ; que tout le reste de la Belgique était en armes ; que les Germains, habitant en deçà du Rhin, s'étaient joints aux Belges [...] »
— Jules César, Commentaires sur la Guerre des Gaules, Livre II, 3.
- Lors du siège de Bibrax par les Belges, Iccios commande les guerriers Rèmes assiégés. Dans une situation désespérée, il fait demander du secours à César.

« À huit mille pas de ce camp était une ville des Rèmes, appelée Bibrax. Les Belges dans leur marche l'attaquèrent vivement. Elle se défendit tout le jour avec peine. (2) Leur manière de faire les sièges est semblable à celle des Gaulois. [...] Lorsque la nuit eut mis fin à l'attaque, le Rème Iccios, homme d'une haute naissance et d'un grand crédit, qui commandait alors dans la place, et un de ceux qui avaient été députés vers César pour traiter de la paix, lui dépêcha des courriers pour l'informer que s'il n'était promptement secouru, il ne pouvait tenir plus longtemps. »
— Jules César, Commentaires sur la Guerre des Gaules, Livre II, 6.
- César accède à la demande d'Iccios et envoie des troupes qui mettent les Belges en déroute :

« Vers le milieu de la nuit, César fit partir, sous la conduite des mêmes hommes que lui avait envoyés Iccios, des Numides, des archers crétois et des frondeurs baléares. Leur arrivée ranima l'espoir des assiégés, leur inspira l'ardeur de se défendre, et enleva en même temps aux ennemis l'espérance de prendre la place. [...] »
— Jules César, Commentaires sur la Guerre des Gaules, Livre II, 7.

## Sources et bibliographie
- Venceslas Kruta, Les Celtes, Histoire et Dictionnaire, page 677, Éditions Robert Laffont, coll. « Bouquins », Paris, 2000,  (ISBN 2-7028-6261-6)
- John Haywood (intr. Barry Cunliffe, trad. Colette Stévanovitch), Atlas historique des Celtes, éditions Autrement, Paris, 2002,  (ISBN 2-7467-0187-1)
- Albert Grenier, Les Gaulois, Petite bibliothèque Payot, Paris, 1970,  (ISBN 2-228-88838-9)
- Danièle et Yves Roman, Histoire de la Gaule, Librairie Arthème Fayard, Paris, 1997,  (ISBN 2-7028-1646-0)
- Consulter aussi la bibliographie sur les Celtes.

## Wikisource
- Jules César, Commentaires sur la guerre des Gaules, Livre II.